# Barry Bannan
Barry Bannan (Glasgow, 1º dicembre 1989) è un calciatore scozzese, centrocampista dello Sheffield Wednesday.

## Carriera

### Club
Bannan, nel 2007, ha segnato ventuno reti per la squadra riserve dell'Aston Villa. È stato così premiato con un contratto biennale da professionista. A novembre 2008, è stato premiato come "Giovane del mese" dalla radio BBC WM, per la seconda volta, ed è stato così il primo calciatore del Villa ad aggiudicarsi questo premio in due occasioni.
Ha debuttato in prima squadra il 17 dicembre 2008, durante la Coppa UEFA 2008-2009, nella sfida contro l'Amburgo, subentrando nel secondo tempo.
Il 13 marzo 2009, è stato prestato al Derby County per un mese. Ha debuttato il giorno seguente nella sconfitta in trasferta per quattro a due dei Rams, in casa dello Sheffield United. Ha siglato la seconda rete per la sua squadra. Dopo aver impressionato nelle prime apparizioni, il tecnico dei Rams, Nigel Clough, ha dichiarato di voler estendere il periodo del prestito. Il giocatore è così rimasto a Pride Park fino al termine del campionato. Ha però rivelato di non volere andare in prestito al Derby County nella stagione successiva.

## Statistiche

### Presenze e reti nei club
Statistiche aggiornate al 29 maggio 2023.
| Stagione                   | Squadra                    | Campionato                 | Campionato | Campionato | Coppe nazionali | Coppe nazionali | Coppe nazionali | Coppe continentali | Coppe continentali | Coppe continentali | Altre coppe | Altre coppe | Altre coppe | Totale | Totale |
| Stagione                   | Squadra                    | Comp                       | Pres       | Reti       | Comp            | Pres            | Reti            | Comp               | Pres               | Reti               | Comp        | Pres        | Reti        | Pres   | Reti   |
| -------------------------- | -------------------------- | -------------------------- | ---------- | ---------- | --------------- | --------------- | --------------- | ------------------ | ------------------ | ------------------ | ----------- | ----------- | ----------- | ------ | ------ |
| 2008-mar. 2009             | Aston Villa                | PL                         | 0          | 0          | FACup+CdL       | 0               | 0               | CU                 | 2                  | 0                  | -           | -           | -           | 2      | 0      |
| mar.-giu. 2009             | Derby County               | FLC                        | 10         | 1          | -               | -               | -               | -                  | -                  | -                  | -           | -           | -           | 10     | 1      |
| 2009-2010                  | Blackpool                  | FLC                        | 20+2       | 1+0        | FACup+CdL       | 0               | 0               | -                  | -                  | -                  | -           | -           | -           | 22     | 1      |
| 2010-mar. 2011             | Aston Villa                | PL                         | 12         | 0          | FACup+CdL       | 3+3             | 0               | UEL                | 1                  | 1                  | -           | -           | -           | 19     | 1      |
| mar.-giu. 2011             | Leeds Utd                  | FLC                        | 7          | 0          | -               | -               | -               | -                  | -                  | -                  | -           | -           | -           | 7      | 0      |
| 2011-2012                  | Aston Villa                | PL                         | 27         | 1          | FACup+CdL       | 2+2             | 0               | -                  | -                  | -                  | -           | -           | -           | 31     | 1      |
| 2012-2013                  | Aston Villa                | PL                         | 24         | 0          | FACup+CdL       | 2+4             | 0               | -                  | -                  | -                  | -           | -           | -           | 30     | 0      |
| Totale Aston Villa         | Totale Aston Villa         | Totale Aston Villa         | 63         | 1          |                 | 16              | 0               |                    | 3                  | 1                  |             | -           | -           | 82     | 2      |
| 2013-2014                  | Crystal Palace             | PL                         | 15         | 1          | FACup+CdL       | 2+0             | 0               | -                  | -                  | -                  | -           | -           | -           | 17     | 1      |
| 2014-feb. 2015             | Crystal Palace             | PL                         | 7          | 0          | FACup+CdL       | 1+2             | 0               | -                  | -                  | -                  | -           | -           | -           | 10     | 0      |
| Totale Crystal Palace      | Totale Crystal Palace      | Totale Crystal Palace      | 22         | 1          |                 | 5               | 0               |                    | -                  | -                  |             | -           | -           | 27     | 1      |
| feb.-giu. 2015             | Bolton                     | FLC                        | 16         | 0          | -               | -               | -               | -                  | -                  | -                  | -           | -           | -           | 16     | 0      |
| 2015-2016                  | Sheffield Weds             | FLC                        | 35+3       | 2+0        | FACup+CdL       | 1+2             | 1+0             | -                  | -                  | -                  | -           | -           | -           | 41     | 3      |
| 2016-2017                  | Sheffield Weds             | FLC                        | 43+2       | 1+0        | FACup+CdL       | 1+0             | 0               | -                  | -                  | -                  | -           | -           | -           | 46     | 1      |
| 2017-2018                  | Sheffield Weds             | FLC                        | 29         | 0          | FACup+CdL       | 0+2             | 0+1             | -                  | -                  | -                  | -           | -           | -           | 31     | 1      |
| 2018-2019                  | Sheffield Weds             | FLC                        | 41         | 4          | FACup+CdL       | 3+1             | 0               | -                  | -                  | -                  | -           | -           | -           | 45     | 4      |
| 2019-2020                  | Sheffield Weds             | FLC                        | 44         | 2          | FACup+CdL       | 1+1             | 0               | -                  | -                  | -                  | -           | -           | -           | 46     | 2      |
| 2020-2021                  | Sheffield Weds             | FLC                        | 46         | 2          | FACup+CdL       | 2+1             | 0               | -                  | -                  | -                  | -           | -           | -           | 49     | 2      |
| 2021-2022                  | Sheffield Weds             | FL1                        | 45+2       | 9+0        | FACup+CdL       | 2+1             | 0               | -                  | -                  | -                  | FLT         | 1           | 0           | 51     | 9      |
| 2022-2023                  | Sheffield Weds             | FL1                        | 41+3       | 7+0        | FACup+CdL       | 2+1             | 0               | -                  | -                  | -                  | FLT         | 1           | 0           | 48     | 7      |
| Totale Sheffield Wednesday | Totale Sheffield Wednesday | Totale Sheffield Wednesday | 324+10     | 27+0       |                 | 21              | 2               |                    | -                  | -                  |             | 2           | 0           | 357    | 29     |
| Totale carriera            | Totale carriera            | Totale carriera            | 474        | 31         |                 | 42              | 2               |                    | 3                  | 1                  |             | 2           | 0           | 521    | 34     |

### Cronologia presenze e reti in nazionale
| Cronologia completa delle presenze e delle reti in nazionale ― Scozia | Cronologia completa delle presenze e delle reti in nazionale ― Scozia | Cronologia completa delle presenze e delle reti in nazionale ― Scozia | Cronologia completa delle presenze e delle reti in nazionale ― Scozia | Cronologia completa delle presenze e delle reti in nazionale ― Scozia | Cronologia completa delle presenze e delle reti in nazionale ― Scozia | Cronologia completa delle presenze e delle reti in nazionale ― Scozia | Cronologia completa delle presenze e delle reti in nazionale ― Scozia |
| Data                                                                  | Città                                                                 | In casa                                                               | Risultato                                                             | Ospiti                                                                | Competizione                                                          | Reti                                                                  | Note                                                                  |
| --------------------------------------------------------------------- | --------------------------------------------------------------------- | --------------------------------------------------------------------- | --------------------------------------------------------------------- | --------------------------------------------------------------------- | --------------------------------------------------------------------- | --------------------------------------------------------------------- | --------------------------------------------------------------------- |
| 16-11-2010                                                            | Aberdeen                                                              | Scozia                                                                | 3 – 0                                                                 | Fær Øer                                                               | Amichevole                                                            | -                                                                     |                                                                       |
| 9-2-2011                                                              | Dublino                                                               | Irlanda del Nord                                                      | 0 – 3                                                                 | Scozia                                                                | Amichevole                                                            | -                                                                     | 57’                                                                   |
| 27-3-2011                                                             | Londra                                                                | Scozia                                                                | 0 – 2                                                                 | Brasile                                                               | Amichevole                                                            | -                                                                     | 56’                                                                   |
| 25-5-2011                                                             | Dublino                                                               | Galles                                                                | 1 – 3                                                                 | Scozia                                                                | Amichevole                                                            | -                                                                     | 73’                                                                   |
| 29-5-2011                                                             | Dublino                                                               | Irlanda                                                               | 1 – 0                                                                 | Scozia                                                                | Amichevole                                                            | -                                                                     | 63’                                                                   |
| 10-8-2011                                                             | Glasgow                                                               | Scozia                                                                | 2 – 1                                                                 | Danimarca                                                             | Amichevole                                                            | -                                                                     | 67’                                                                   |
| 6-9-2011                                                              | Glasgow                                                               | Scozia                                                                | 1 – 0                                                                 | Lituania                                                              | Qual. Euro 2012                                                       | -                                                                     | 84’                                                                   |
| 8-10-2011                                                             | Vaduz                                                                 | Liechtenstein                                                         | 0 – 1                                                                 | Scozia                                                                | Qual. Euro 2012                                                       | -                                                                     | 73’                                                                   |
| 11-10-2011                                                            | Alicante                                                              | Spagna                                                                | 3 – 1                                                                 | Scozia                                                                | Qual. Euro 2012                                                       | -                                                                     | 62’                                                                   |
| 29-2-2012                                                             | Capodistria                                                           | Slovenia                                                              | 1 – 1                                                                 | Scozia                                                                | Amichevole                                                            | -                                                                     | 46’                                                                   |
| 27-5-2012                                                             | Jacksonville                                                          | Stati Uniti                                                           | 5 – 1                                                                 | Scozia                                                                | Amichevole                                                            | -                                                                     | 51’                                                                   |
| 7-6-2013                                                              | Zagabria                                                              | Croazia                                                               | 0 – 1                                                                 | Scozia                                                                | Qual. Mondiali 2014                                                   | -                                                                     | 63’                                                                   |
| 10-9-2013                                                             | Skopje                                                                | Macedonia                                                             | 1 – 2                                                                 | Scozia                                                                | Qual. Mondiali 2014                                                   | -                                                                     | 77’                                                                   |
| 15-10-2013                                                            | Glasgow                                                               | Scozia                                                                | 2 – 0                                                                 | Croazia                                                               | Qual. Mondiali 2014                                                   | -                                                                     | 89’                                                                   |
| 15-11-2013                                                            | Glasgow                                                               | Scozia                                                                | 0 – 0                                                                 | Stati Uniti                                                           | Amichevole                                                            | -                                                                     | 81’                                                                   |
| 19-11-2013                                                            | Molde                                                                 | Norvegia                                                              | 0 – 1                                                                 | Scozia                                                                | Amichevole                                                            | -                                                                     | 45’                                                                   |
| 5-3-2014                                                              | Varsavia                                                              | Polonia                                                               | 0 – 1                                                                 | Scozia                                                                | Amichevole                                                            | -                                                                     | 67’                                                                   |
| 7-9-2014                                                              | Dortmund                                                              | Germania                                                              | 2 – 1                                                                 | Scozia                                                                | Qual. Euro 2016                                                       | -                                                                     | 58’                                                                   |
| 18-11-2014                                                            | Molde                                                                 | Scozia                                                                | 1 – 3                                                                 | Inghilterra                                                           | Amichevole                                                            | -                                                                     | 61’                                                                   |
| 29-3-2015                                                             | Glasgow                                                               | Scozia                                                                | 6 – 1                                                                 | Gibilterra                                                            | Qual. Euro 2016                                                       | -                                                                     | 74’                                                                   |
| 24-3-2016                                                             | Praga                                                                 | Rep. Ceca                                                             | 0 – 1                                                                 | Scozia                                                                | Amichevole                                                            | -                                                                     | 58’                                                                   |
| 4-9-2016                                                              | Ta' Qali                                                              | Malta                                                                 | 1 – 5                                                                 | Scozia                                                                | Qual. Mondiali 2018                                                   | -                                                                     |                                                                       |
| 8-10-2016                                                             | Glasgow                                                               | Scozia                                                                | 1 – 1                                                                 | Lituania                                                              | Qual. Mondiali 2018                                                   | -                                                                     |                                                                       |
| 11-10-2016                                                            | Trnava                                                                | Slovenia                                                              | 3 – 0                                                                 | Scozia                                                                | Qual. Mondiali 2018                                                   | -                                                                     |                                                                       |
| 22-3-2017                                                             | Edimburgo                                                             | Scozia                                                                | 1 – 1                                                                 | Canada                                                                | Amichevole                                                            | -                                                                     | 46’                                                                   |
| 5-10-2017                                                             | Glasgow                                                               | Scozia                                                                | 1 – 0                                                                 | Slovenia                                                              | Qual. Mondiali 2018                                                   | -                                                                     | 90+4’                                                                 |
| 8-10-2017                                                             | Lubiana                                                               | Slovacchia                                                            | 2 – 2                                                                 | Scozia                                                                | Qual. Mondiali 2018                                                   | -                                                                     |                                                                       |
| Totale                                                                |                                                                       | Presenze                                                              | 27                                                                    |                                                                       | Reti                                                                  | 0                                                                     |                                                                       |